# María Rosa Oliver
María Rosa Oliver hoặc María Rosa Oliver Romero (10 tháng 9 năm 1898 - 19 tháng 4 năm 1977) là một nhà văn, nhà viết tiểu luận, nhà phê bình, biên dịch viên và nhà hoạt động người Argentina. Bà giành được Giải thưởng Hòa bình Lenin năm 1957.

## Đời sống
Oliver sinh ra ở Buenos Aires năm 1898. Bà là con cả tám đứa con trong một gia đình có ảnh hưởng. Bà là hậu duệ của María de los Remedios de Escalada và bà là con gái lớn của José de San Martín, người đã lãnh đạo cuộc chiến giành độc lập từ Tây Ban Nha.
Oliver là phó chủ tịch của Liên minh Phụ nữ Argentina và một nhà văn phản đối chủ nghĩa phát xít và một hậu vệ của nhà nước Argentina. Bắt đầu từ năm 1942, bà là một trong những thành viên sáng lập của tạp chí Argentina Sur với Victoria Ocampo.
Bà được Nelson Rockefeller làm việc vào năm 1944, lúc đó là Bộ trưởng Ngoại giao. Nhiệm vụ của bà là cải thiện quan hệ giữa Hoa Kỳ và Argentina. Oliver báo cáo với Rockefeller rằng Mỹ có cùng một vấn đề với quan hệ công chúng của mình như Argentina có quan hệ công chúng ở Nam Mỹ. Bà nghĩ rằng Argentina đã không được coi trọng vì sức mạnh của nó - ví dụ nó thống trị ngành công nghiệp in ấn của Nam Mỹ. Bà cảm thấy rằng Hoa Kỳ đối phó với thế giới một cách vượt trội. Rockefeller đã từ chức vào năm 1944 nhưng vẫn tiếp tục hợp tác với Argentina.
Bà vẫn làm việc với Rockefeller vào năm 1945 và đây cũng là năm bà chấm dứt sự tham gia của bà với tạp chí Sur.
Năm 1957 Oliver được trao giải thưởng Lenin quốc tế để tăng cường hòa bình giữa các quốc gia sau khi phục vụ trong Hội đồng Hòa bình Thế giới bắt đầu từ năm 1953.